# Meir Marim
Meir Marim, anche Meir Marim Shafit (Baranavičy, ... – Kobryn, 8 novembre 1873), rabbino e gaon, talmudista commentatore del Talmud di Gerusalemme (Yerushalmi).

## Biografia
Rabbi Meir Marim nacque nella città di Baranavičy nel quartiere di Novaya Mysh, figlio del rabbino Moshe Shafit e nipote di Rabbi Moshe giudice 9dayan) della comunità ebraica locale, quando il capo della corte rabbinica (Beth Din) era il gaon Rabbi Yechiel di impostazione chassidica, che influenzò quindi la personalità e religiosità di Meir.
Rabbi Meir Marim fu presidente della corte rabbinica di Maytchet durante la sua giovinezza ed in seguito si spostò per officiare come rabbino e presidente della corte rabbinica di Wiszniew, Jakobstadt (Jekabpils) e Swięciany (Svenčionys - distretto della regione di Vilna. Da qui si stabilì a Kobryn, dove visse fino alla morte.
Meir fu inoltre un rinomato gaon della sua generazione e si distinse come esperto e commentatore del Talmud babilonese, del Talmud gerosolimitano, della Tosefta, Mekhilta e dell'intero corpo di letteratura rabbinica. Dimostrò la sua proficienza esegetica componendo la sua opera principale, Nir, sullo Yerushalmi, che gli procurò chiara fama in tutta la Diaspora e servì da guida interpretativa per tutti coloro che studiano il Talmud.
Rabbi Meir Marim morì l'8 novembre 1873 a Kobryn, e lì fu seppellito, vicino alla tomba del suo amico, Rabbi Moshe l'Admor (maestro) di Kobryn.
Durante il Tisha b'Av, l'Elul ed i Dieci Giorni di Penitenza, quando gli ebrei di Kobryn visitano il cimitero locale (al di là dal fiume Zamukhavetz), supplicano la memoria di rabbini e maestri (admorim) famosi, specialmente sulla tomba di Rabbi Meir Marim, considerato un taumaturgo salvifico, lasciando note di supplica sul sepolcro.